# Derocalymma silphoides
Derocalymma silphoides är en kackerlacksart som beskrevs av Bolivar 1889. Derocalymma silphoides ingår i släktet Derocalymma och familjen jättekackerlackor. Inga underarter finns listade i Catalogue of Life.